# Euxinipyrgula
Euxinipyrgula is een geslacht van weekdieren uit de klasse van de Gastropoda (slakken).

## Soorten
- Euxinipyrgula azovica (Golikov & Starobogatov, 1966)
- Euxinipyrgula borysthenica (Alexenko & Starobogatov, 1987)
- Euxinipyrgula grigorievi (Alexenko & Starobogatov, 1987)
- Euxinipyrgula limanica (Golikov & Starobogatov, 1966)
- Euxinipyrgula lincta (Milaschewitsch, 1908)
- Euxinipyrgula milachevitchi (Golikov & Starobogatov, 1966)
- Euxinipyrgula ostroumovi (Golikov & Starobogatov, 1966)
- Euxinipyrgula ukrainica (Alexenko & Starobogatov, 1987)